# منى مر
مني المر (بالألمانية: Mona Mur)‏ هي ملحنة وكاتبة غنائية ومغنية وممثلة ألمانية، ولدت في 1960 بهامبورغ في ألمانيا.

## أعمال

### أفلام
- (2004) وجها لوجه[3]

## وصلات خارجية
- منى مر على موقع IMDb (الإنجليزية)
- منى مر على موقع ألو سيني (الفرنسية)
- منى مر على موقع ميوزك برينز (الإنجليزية)
- منى مر على موقع قاعدة بيانات الأفلام السويدية (السويدية)
- منى مر على موقع أول ميوزيك (الإنجليزية)
- منى مر على موقع ديسكوغز (الإنجليزية)
- منى مر على موقع قاعدة بيانات الفيلم (الإنجليزية)
- منى مر على موقع كينوبويسك (الروسية)